# Samica (dopływ Obrzańskiego Kanału Południowego)
Samica – ciek, dopływ Południowego Kanału Obrzańskiego.
Rzeka płynie w województwie wielkopolskim. Jako źródło Samicy można uznać jezioro Górskie w pobliżu miejscowości Ziemnice w Powiecie leszczyńskim.
Dopływ Południowego Kanału Obrzańskiego przepływa przez jeziora: Świerczyńskie Małe, Świerczyńskie oraz Łoniewskie. Płynie między innymi przez Osieczną oraz pod Starym Bojanowem i Czaczem. Na południowy wschód od Wilkowa Polskiego (Powiat grodziski) wpływa do Południowego Kanału Obry.